# 藝藩通志
藝藩通志（日语：／ Geihantsūshi）是賴杏坪、加藤棕盧、賴舜燾、黑川方桝、津村聖山、吉田吉甫、正岡元翼編纂的廣島藩（藝州藩）內地方志。

## 概要
為了改訂、增補在寬文3年（1663年）由黑川道祐編纂的『藝備國郡志』，從文政元年（1818年）開始，經過再次調査、整理資料後，最終在文政8年（1825年）完成。全159卷。記錄江戶時代以前的安藝國和備後半國（淺野氏領國）的地理、文化、歷史，被視為重要史料。

## 外部連結
- 『芸藩通志』について知りたい。 | レファレンス協同データベース （页面存档备份，存于）